# Methanocalculus halotolerans
Methanocalculus halotolerans es una especie de arquea, la especie tipo de su género. Es un cocoide irregular hidrogenotrofo archaea metanógena. Su cepa tipo es SEBR 4845T (= OCM 470T).

## Nomenclatura
El nombre "Methanocalculus" tiene raíces latinos, "methano" por metano y "calculus" por guijarro, "halo" por sal y "tolerans" por tolerante. En todo, es organismo tolerante a la sal en forma de gravilla que produce metano.

## Otras lecturas
- Dworkin, Martin; Falkow, Stanley (2006). The prokaryotes: a handbook on the biology of bacteria. New York ; [London]: Springer. ISBN 0-387-25493-5.
- Schaechter, Moselio. Encyclopedia of microbiology. Academic Press, 2009.